# Giovanni Battista Donati
Giovanni Battista Donati Associate RAS (segons la pronunciació italiana: [dʒoˈvanni batˈtista doˈnaːti]; Pisa, Itàlia, 16 de desembre de 1826 – Florència, Itàlia, 20 de setembre de 1873) va ser un astrònom italià.
Donati es va graduar a la universitat de la seva ciutat natal, Pisa, i després es va incorporar al personal de l'Observatori de Florència el 1852. En va ser nomenat director el 1864.
Donati també va ser un pioner en l'estudi espectroscòpic de les estrelles, el Sol i els cometes. Va observar l'eclipsi total de Sol del 18 de juliol de 1860 a Torreblanca, a Espanya, i el mateix any va començar els experiments d'espectroscòpia estel·lar. El 1862 va publicar una memòria, Intorno alle strie degli spettri stellari, que indicava la viabilitat d'una classificació física dels estels.
Donati també va utilitzar l'espectroscòpia dels cometes per determinar la seva composició física, en particular amb el cometa 1864b; l'espectre que va trobar contenia tres línies emissores que quatre anys més tard serien identificades per William Huggins com a carboni. Va descobrir que l'espectre canviava quan un cometa s'acostava al Sol, i que l'escalfament feia que emetés la seva pròpia llum en lloc de reflectir la llum solar: va concloure que la composició dels cometes és, almenys en part, gasosa.
Entre 1854 i 1864 va descobrir sis cometes nous, inclòs l'espectacular cometa Donati (C/1858 L1), trobat el 1858.
Una investigació de la gran aurora del 4 de febrer de 1872 va portar a Donati a referir aquests fenòmens en una branca diferent de la ciència, designada per ell com a "meteorologia còsmica". No obstant això, no va poder seguir el tema, ja que l'any següent va morir de còlera, que havia contret mentre assistia a una convenció científica a Viena.

## Honors
- El cràter Donati a la Lluna
- Asteroide 16682 Donati